# Хлапакът
„Хлапакът“ (на английски: The Kid) е американско фентъзи от 2000 г. на режисьора Джон Тертелауб, по сценарий на Одри Уелс, и участват Брус Уилис, Спенсър Бреслин, Емили Мортимър, Лили Томлин, Шай Макбрайд и Джийн Смарт. Премиерата на филма е в Съединените щати от „Уолт Дисни Пикчърс“ на 7 юли 2000 г.